# Decoy
Decoy je studiové album amerického jazzového trumpetisty Milese Davise, vydané v červnu roku 1984 u vydavatelství Columbia Records. O produkci se tentokrát staral sám Miles Davis; nahrávání začalo dne 30. června 1983 ve studiu A&R v New Yorku, další frekvence proběhla 7. července v divadle St. Denis v Montréalu a poslední části byly dokončeny během září toho roku v newyorském studiu Record Plant Studios.

## Seznam skladeb
| Pořadí | Název                                     | Autor                | Délka |
| ------ | ----------------------------------------- | -------------------- | ----- |
| 1.     | Decoy                                     | Robert Irving III    | 8:33  |
| 2.     | Robot 415                                 | Miles Davis, Irving  | 1:09  |
| 3.     | Code M.D.                                 | Irving               | 5:58  |
| 4.     | Freaky Deaky                              | Davis                | 4:34  |
| 5.     | What It Is (koncertní nahrávka)           | Davis, John Scofield | 4:31  |
| 6.     | That's Right                              | Davis, Scofield      | 11:12 |
| 7.     | That's What Happened (koncertní nahrávka) | Davis, Scofield      | 3:30  |

## Obsazení
- Miles Davis – trubka, syntezátory, aranžmá
- Bill Evans – sopránsaxofon
- Branford Marsalis – sopránsaxofon
- Robert Irving III – syntezátory, programované bicí
- John Scofield – kytara
- Darryl Jones – baskytara
- Al Foster – bicí
- Mino Cinelu – perkuse
- Gil Evans – aranžmá („That's Right“)